# Vatrene ulice (1984.)
Vatrene ulice (engl. Streets of Fire s podnazivom "A Rock & Roll Fable"), američki je akcijski film iz 1984., redatelja Waltera Hilla.

## Radnja
Rock zvijezdu Ellen Aim (Diane Lane) otima Raven (Willem Dafoe) i njegova motociklistička skupina The Bombers. Njen bivši dečko Cody (Michael Paré) vraća se u grad, i zajedno uz pomoć njenog menadžera i sadašnjeg dečka Billya Fisha (Rick Moranis) i McCoy (Amy Madigan) pokušava je osloboditi. Radnja filma se odigrava u nedefiniranom mjestu i vremenu, ali s jakim utjecajem distopijskog velegrada iz 1950-ih.

## O filmu
Vatrene ulice je režirao Walter Hill. Glazba, koju su između ostalih napisali Ry Cooder i Jim Steinman, važan je dio filma, i izvedena je u filmu u obliku video spotova. Film je dobio naziv po pjesmi s albuma Darkness on the Edge of Town američkog glazbenika Brucea Springsteena. Zamisao je u početku bila da se i pjesma pojavi u filmu, međutim Springsteen je odbio da neki drugi glazbenik otpjeva pjesmu.
Dan Hartman se proslavio s pjesmom I Can Dream About You koja se pojavila na soundtracku, kojeg je sastavio Jim Steinman.

### Soundtrack
1. Fire Inc. - "Nowhere Fast" 6:02
2. Marilyn Martin - "Sorcerer" 5:06
3. The Fixx - "Deeper and Deeper" 3:45
4. Greg Phillinganes - "Countdown to Love" 3:00
5. The Blasters - "One Bad Stud" 2:28
6. Fire Inc. - "Tonight Is What It Means to Be Young" 6:58
7. Maria McKee - "Never Be You" 4:06
8. Dan Hartman - "I Can Dream About You" 4:07
9. Ry Cooder - "Hold That Snake" 2:36
10. The Blasters - Blue Shadows 3:17

## Uloge (izbor)
- Michael Paré - Tom Cody
- Diane Lane - Ellen Aim
- Rick Moranis] - Billy Fish
- Amy Madigan - McCoy
- Willem Dafoe - Raven Shaddock
- Deborah Van Valkenburgh - Reva Cody

## Vanjske poveznice
- Vatrene ulice u internetskoj bazi filmova IMDb-a